# Petra Banović
Petra Banović (Zagreb, 10. studenoga 1979.), hrvatska plivačica.
Nastupila je na Olimpijskim igrama 2000. Na 200 metara slobodno osvojila je 36. mjesto, a na 200 metara leđno osvojila je 34. mjesto. Na OI 2004. osvojila je 32. mjesto na 200 metara slobodno te 25. mjesto na 200 metara mješovito.
Na Mediteranskim igrama 1997. godine je osvojila brončanu medalju u daljinskom plivanju na 15 kilometara.
Bila je članica Zagreba i zagrebačke Mladosti.